# Autopista Maritsa
La autopista Maritsa,  designada A4, es una autopista búlgara que forma parte del corredor Paneuropeo IV y conecta la autopista Trakia (A1), en la localidad de Chirpan, con Kapitan Andreevo, en la frontera con Turquía. Su longitud es 117 kilómetros.
La finalización prevista del último tramo era en 2013, pero se produjo un retraso y la autopista entró en servicio completa en octubre de 2015.
Lleva el nombre del río Maritsa.

## Salidas
| Salida | km   | Destinos                                       | Notas       |
| ------ | ---- | ---------------------------------------------- | ----------- |
|        | 0    | (Sofia, Plovdiv, Stara Zagora, Yambol, Burgas) | En servicio |
|        | 36.6 | Haskovo, Dimitrovgrad E85                      | En servicio |
|        | 66   | Simeonovgrad, Harmanli                         | En servicio |
|        | 70.3 | Topolovgrad, Harmanli                          | En servicio |
|        | 88   | Lyubimets                                      | En servicio |
|        | 99   | Svilengrad-west;                               | En servicio |
|        | 102  | Svilengrad                                     | En servicio |
|        | 114  | Kapitan Andreevo                               | En servicio |
|        | 117  | , Estambul                                     | En servicio |